# Maki Goto
Maki Goto (後藤真希, Gotõ Maki, Edogawa, Tóquio, 23 de setembro de 1985) é uma cantora pop urbana japonesa, tem contrato com a avex trax sob o sub-selo rhythm zone. Goto inicialmente fez sua estréia em 1999 como parte da Hello! Project, e como membro da 3ª geração do Morning Musume. Ela já vendeu mais de 1.576.761 cópias somente no Japão é a segunda artista a solo mais vendida da Hello! Project. No início do Verão de 2008, Goto deixou Hello! Project e se mudou para rhythm zone.
Em 2008, Goto inscreveu-se no Rhythm Zone, a empresa de gestão de outros artistas de renome como EXILE e Kumi Koda, e começou a trabalhar na Avex.

## Biografia
Goto Maki juntou-se ao Morning Musume quando ela tinha apenas 13 anos e tornou-se quase favorita num instante, ajudando-os a alcançar o número um com a canção "LOVE Machine". Ela logo se estabeleceu como uma talentosa cantora e dançarina e assumiu a liderança de um grande número de faixas do Morning Musume.
Em 2002 graduou-se do Morning Musume para seguir carreira solo e desde então lançou quatro álbuns, bem como uma série de singles. Ela também estava nos 10 anos de aniversário do Morning Musume, Morning Musume Tanjou 10nen Kinentai.
Em 28 de outubro de 2007, Nikkan Sports informou que sua graduação em Hello! Project havia sido anunciado pela UFA e ocorreu no 2007 Fall tour. Segundo o artigo, sua graduação é em resposta a sua irmã, a Yuuki Goto, bem como diferentes idéias na direção de sua carreira de cantora.
No início de verão de 2008, Goto assinou contrato com rhythm zone sub-zona da avex group. Ela cantou "Hear me" na a-nation 2008 (uma canção que viria a ser relançado como Mina com KEN THE 360 em seu mini-álbum de estreia) e Whitney Houston "Saving All My Love for You". Goto passou para lançamento de singles digitais e VPs de novas canções "Fly Away", "Lady-Rise", "and with..." como parte de sua SWEET BLACK Project. "Fly Away" foi a primeira música que Goto tinha escrito para si mesma. Digitalmente, estes singles saíram muito bem. Goto colaborou com ravex para liberar Golden LUV feat. Goto Maki - foi pela primeira vez que Goto colaborarou com um artista.
Embora com avex, Goto tem a chance de participar da TOKYO GIRLS COLLECTION Fashion Show.
Em 2009 viu o lançamento de seu debut com o álbum físico SWEET BLACK, listados sob o artista conhecido como SWEET BLACK feat. Goto Maki, embora as canções foram escritas e executadas por Goto mesma. O mini-álbum tinha 8 faixas, e contou com muitas colaborações de artistas como Bigga Raiji KG, e KEN THE 360. Uma versão limitada do álbum foi vendido com um photobook de 64 páginas, bem como uma capa desenhada a mão. Com este mini-álbum sob seu cinto, realizada em vários eventos, incluindo o SPLASH Festival 2009 e a-nation 2009. Ela declarou em uma entrevista que, após sua execução como SWEET BLACK feat. Goto Maki, ela vai começar a liberar em seu nome.
No início de 2010, Goto testemunhou a morte de sua mãe, Tokiko Goto, em sua casa em Edogawa, Tóquio. Sua morte foi aparentemente causada por uma queda fatal do terceiro andar de sua casa enquanto Tokiko estava sob a influência do álcool em 23 de janeiro. Goto se encontrou em torno de onze horas, e ela foi levada às pressas para o hospital antes de falecer no dia 24. Um funeral foi realizado no dia 28, com a participação de Goto e vários ex-membros da Hello! Project.
Após um breve hiato, Goto retornou à cena da música anunciando sua estreia oficial (em oposição a sua colaboração com SWEET BLACK, a partir deste ponto em diante iria suportar apenas o nome dela). O mini-álbum "One", lançado em 28 de julho, com cinco músicas inéditas, todas sob o nome de 'Maki Goto'. Ir para colocar em um mini-live, que foi gravado e transmitido on-line ao vivo, em que debateu o álbum e cantou três músicas.
Como promoção para este lançamento, Goto apareceu em vários shows de televisão. Um show especial, Kinyoubi no Suma tachi e, exibiu um especial de 2 horas de sua vida e incluiu entrevistas com Goto, bem como uma prestação de uma das suas novas canções, "華詩-hanauta-", escrita para sua mãe. Esse episódio chegou a 19,3% classificação para o show, tornando-o o programa mais visto do dia.

## Hello! Project Grupos
- - Morning Musume (1999–2002)
  - Gomattou (2002–2003)
  - Nochiura Natsumi (2004–2005)
  - DEF.DIVA (2005–2006)
  - Morning Musume Tanjou 10nen Kinentai (2007)
- Subgroups:
  - Petitmoni (1999–2002)
  - Hello! Project Shirogumi (2005)
- Shuffle units:
  - 2000: Akagumi 4
  - 2001: 7nin Matsuri
  - 2002: Sexy 8
  - 2004: H.P. All Stars

## Discografia

### Álbuns
- [2003.02.05] Makking GOLD 1 (マッキングGOLD①)
- [2004.01.28] 2 Paint It Gold (②ペイント イット ゴールド)
- [2005.02.23] 3rd Station (3rd ステーション)
- [2007.09.19] How to use SEXY

### Mini-Álbuns
- [2009.09.16] SWEET BLACK (as SWEET BLACK feat. MAKI GOTO)
- [2010.07.28] ONE
- [2011.01.12] Gloria
- [2011.05.04] LOVE

### Outros Álbuns
- [2003.03.05] Ken & Mary no Merikenko On Stage! Original Cast Ban (Stage Album)
- [2005.12.14] Goto Maki Premium Best 1 (後藤真希 プレミアムベスト 1) (Best Album)
- [2010.09.22] Goto Maki COMPLETE BEST ALBUM 2001-2007 ~Singles & Rare Tracks~ (後藤真希 COMPLETE BEST ALBUM 2001-2007 ～Singles & Rare Tracks～) (Best Album)

### Digital Downloads
- [2009.01.21] Fly away (SWEET BLACK feat. MAKI GOTO)
- [2009.02.25] Lady-Rise (SWEET BLACK feat. MAKI GOTO)
- [2009.04.27] with... (SWEET BLACK feat. MAKI GOTO)
- [2010.10.10] Koi Hitoyo (恋一夜) (Kudo Shizuka cover)

### DVDs
- [2003.07.24] Goto Maki First Concert Tour 2003 Haru ~Go! Makking GOLD~
- [2003.12.10] Goto Maki Single V Clips 1
- [2004.02.25] Goto Maki Concert Tour 2003 Aki ~Sexy! Makking GOLD~
- [2004.08.04] Alo Hello! Goto Maki DVD
- [2004.09.15] Goto Maki Concert Tour 2004 Haru ~Makkiniro ni Nucchae!~
- [2005.01.26] Goto Maki Concert Tour 2004 Aki ~Aa Maki no Shirabe~
- [2006.01.18] Goto Maki Concert Tour 2005 Aki ~Hatachi~
- [2006.03.29] Alo Hello! 2 Goto Maki DVD
- [2006.07.05] Hello Pro Party! 2006 ~Goto Maki Captain Kouen~ (Maki Goto, Nozomi Tsuji, v-u-den)
- [2006.10.11] Maki Goto SECRET LIVE at STUDIO COAST
- [2007.02.21] Goto Maki LIVE TOUR 2006 ~G Emotion~
- [2007.04.25] Hello☆Pro on Stage! 2007 "Rock Desu yo!" (Maki Goto, Melon Kinenbi)
- [2007.11.28] Goto Maki LIVE TOUR 2007 G-Emotion II ~How to use SEXY~

## Trabalhos

### Filmes
- [2000] Pinch Runner (ピンチランナー)
- [2002] Nama Tamago (ナマタマゴ)
- [2003] Seishun Bakachin Ryorijuku (青春ばかちん料理塾)
- [2003] Koinu Dan no Monogatari (子犬ダンの物語)

### TV Dramas
- [2001] Mariya (マリア)
- [2002] Yanpapa (やんぱぱ)
- [2002] Izu no Odoriko (伊豆の踊子)
- [2003] R.P.G.
- [2005] Yoshitsune (大河ドラマ 義経)
- [2006] Matsumoto Seichou Special Yubi (松本清張スペシャル・指)

### Musicais
- [2003] Ken & Mary no Merikenko on Stage! (けん&メリーのメリケン粉オンステージ!)
- [2004] Sayonara no LOVE SONG (サヨナラのLOVE SONG)
- [2007] Gekidan Senior Graffiti Yokosuka Story (横須賀ストーリー)

### Radio
- [2003-????] Young Town Douyoubi (ヤングタウン土曜日)
- [2003-2005] Goto Maki no Makkinkin RADIO (後藤真希のマッキンキンRADIO)
- [2009-] SWEET BLACK Girls

## Photobooks
- [2001.11.06] Goto Maki (後藤真希) amazon.co.jp
- [2003.03.21] maki amazon.co.jp
- [2003.09.??] Pocket Morning Musume. (Vol.2) (ポケットモーニング娘。(Vol.2) (With Abe Natsumi, Yaguchi Mari, Iida Kaori) amazon.co.jp
- [2003.06.27] more maki amazon.co.jp
- [2004.04.24] PRISM amazon.co.jp
- [2004.07.23] Alo-Hello! Goto Maki (アロハロ!後藤真希) amazon.co.jp
- [2005.04.26] Dear... amazon.co.jp
- [2006.08.21] FOXY FUNGO amazon.co.jp

### Concertos
- [2003.09.30] Goto Maki in Hello! Project 2003 Natsu (後藤真希 in Hello! Project 2003夏) amazon.co.jp
- [2004.03.13] Goto Maki in Hello! Project 2004 Winter (後藤真希 in Hello! Project 2004 Winter) amazon.co.jp
- [2004.06.30] Maki Goto Photobook Concert Tour 2004 Spring ~Magane Shoku ni Nuccha e!~ (Maki Goto Photobook Concert Tour 2004 Spring~真金色に塗っちゃえ！~) amazon.co.jp
- [2004.09.28] Goto Maki in Hello! Project 2004 summer (後藤真希 in Hello! Project 2004 summer) amazon.co.jp
- [2005.07.06] Nochiura Natsumi Live "TRIANGLE ENERGY" (後浦なつみライブTRIANGLE ENERGY」) (With Nochiura Natsumi) amazon.co.jp
- [2005.10.25] Goto Maki + Melon Kinenbi Hello! Project 2005 Natsu no Kayou Shoo 05 Serekushon! Korekushon! (後藤真希+メロン記念日Hello!Project2005夏の歌謡ショー―05’セレクション!コレクション!) (With Melon Kinenbi) amazon.co.jp
- [2006.04.07] Goto Maki & Matsuura Aya in Hello! Project 2006 Winter (後藤真希&松浦亜弥in Hello!Project 2006 Winter) (With Matsuura Aya) amazon.co.jp

### Ensaio Livros
- [2002.09.??] Goto Maki myself (後藤真希myself) amazon.co.jp
- [2002.12.??] Goto Maki Otakara Photo BOOK (後藤真希お宝フォトBOOK) amazon.co.jp
- [2003.09.23] 99 no Goto Maki (99の後藤真希) amazon.co.jp
- [2003.12.??] Goto Maki Seishun no Sokuseki (後藤真希 青春の足跡) amazon.co.jp
- [2005.04.07] Goto Maki Chronicle 1999 - 2004 (19992004―後藤真希クロニクル) amazon.co.jp